# ویزای EB-3
ویزای EB-3 دسته‌بندی اولویت سوم برای اقامت دائم بر مبنای اشتغال در ایالات متحده آمریکا است. این ویزا به واسطه قانون مهاجرت سال ۱۹۹۰ ایجاد شده‌است. این برنامه برای «کارگران ماهر»، «متخصصین» و «سایر کارکنان» در نظر گرفته شده‌است.
این ویزا برای افرادی است که واجد شرایط ترجیح EB-1 یا EB-2 نیستند. الزامات EB-3 آسان‌ترند اما مدت زمان بررسی آن طولانی‌تر است. همچنین افراد متقاضی نیاز به پیشنهاد کار از کارفرما دارند و نمی‌توانند به صورت خود اشتغال درخواست دهند.

## معیارهای واجد شرایط بودن
شرایط واجد شرایط بودن شامل موارد زیر است:
- گواهی کار
- یک پیشنهاد شغلی دائم و تمام وقت
- توانایی نشان دادن اینکه متقاضی کارهایی را انجام می‌دهد که افراد آمریکایی با صلاحیت برای انجام آن وجود ندارند.

افراد برای اثبات صلاحیت باید حداقل ۲ سال سابقه کاری یا مدرک کارشناسی معادل داشته‌باشند.